# Leptothorax volubilis
Leptothorax volubilis är en myrart som beskrevs av Santschi 1929. Leptothorax volubilis ingår i släktet smalmyror, och familjen myror. Inga underarter finns listade i Catalogue of Life.